# Гантінгтон (переписна місцевість, Массачусетс)
Гантінгтон (англ. Huntington) — переписна місцевість (CDP) в США, в окрузі Гемпшир штату Массачусетс. Населення — 857 осіб (2020).

## Географія
Гантінгтон розташований за координатами 42°14′38″ пн. ш. 72°53′31″ зх. д. / 42.24389° пн. ш. 72.89194° зх. д. (42.243835, -72.891820).  За даними Бюро перепису населення США в 2010 році переписна місцевість мала площу 12,27 км², з яких 11,99 км² — суходіл та 0,27 км² — водойми.

## Демографія
Згідно з переписом 2010 року, у переписній місцевості мешкало 936 осіб у 391 домогосподарстві у складі 237 родин. Густота населення становила 76 осіб/км².  Було 431 помешкання (35/км²).
Расовий склад населення:
| - 96,9 % — білих - 0,4 % — корінних американців - 0,4 % — чорних або афроамериканців - 0,2 % — азіатів |

До двох чи більше рас належало 1,8 %. Частка іспаномовних становила 1,7 % від усіх жителів.
За віковим діапазоном населення розподілялося таким чином: 21,9 % — особи молодші 18 років, 67,7 % — особи у віці 18—64 років, 10,4 % — особи у віці 65 років та старші. Медіана віку мешканця становила 41,2 року. На 100 осіб жіночої статі у переписній місцевості припадало 98,3 чоловіків;  на 100 жінок у віці від 18 років та старших — 99,2 чоловіків також старших 18 років.
Середній дохід на одне домашнє господарство  становив 56 369 доларів США (медіана — 56 250), а середній дохід на одну сім'ю — 74 245 доларів (медіана — 78 250). Медіана доходів становила 50 000 доларів для чоловіків та 39 545 доларів для жінок. За межею бідності перебувало 15,8 % осіб, у тому числі 19,2 % дітей у віці до 18 років та 23,4 % осіб у віці 65 років та старших.
Цивільне працевлаштоване населення становило 357 осіб. Основні галузі зайнятості: освіта, охорона здоров'я та соціальна допомога — 22,4 %, науковці, спеціалісти, менеджери — 14,6 %, виробництво — 13,4 %.